# Beechcraft
Beechcraft — американський бренд цивільної авіації та військових літаків, який належить Textron Aviation з 2014 року, штаб-квартира якого знаходиться у Вічиті, штат Канзас. Спочатку це був бренд Beech Aircraft Corporation, американського виробника загальної авіації, комерційних і військових літаків, починаючи від легких одномоторних літаків до двомоторних турбогвинтових транспортних засобів, бізнес-джетів і військових тренажерів. Пізніше Beech став підрозділом Raytheon, а потім Hawker Beechcraft, після банкрутства його активи перейшли до Textron (материнська компанія історичного міжміського конкурента Beech у Вічиті, Cessna Aircraft Company). 
На даний час залишається брендом Textron Aviation.